# Hyvinge sjukhus

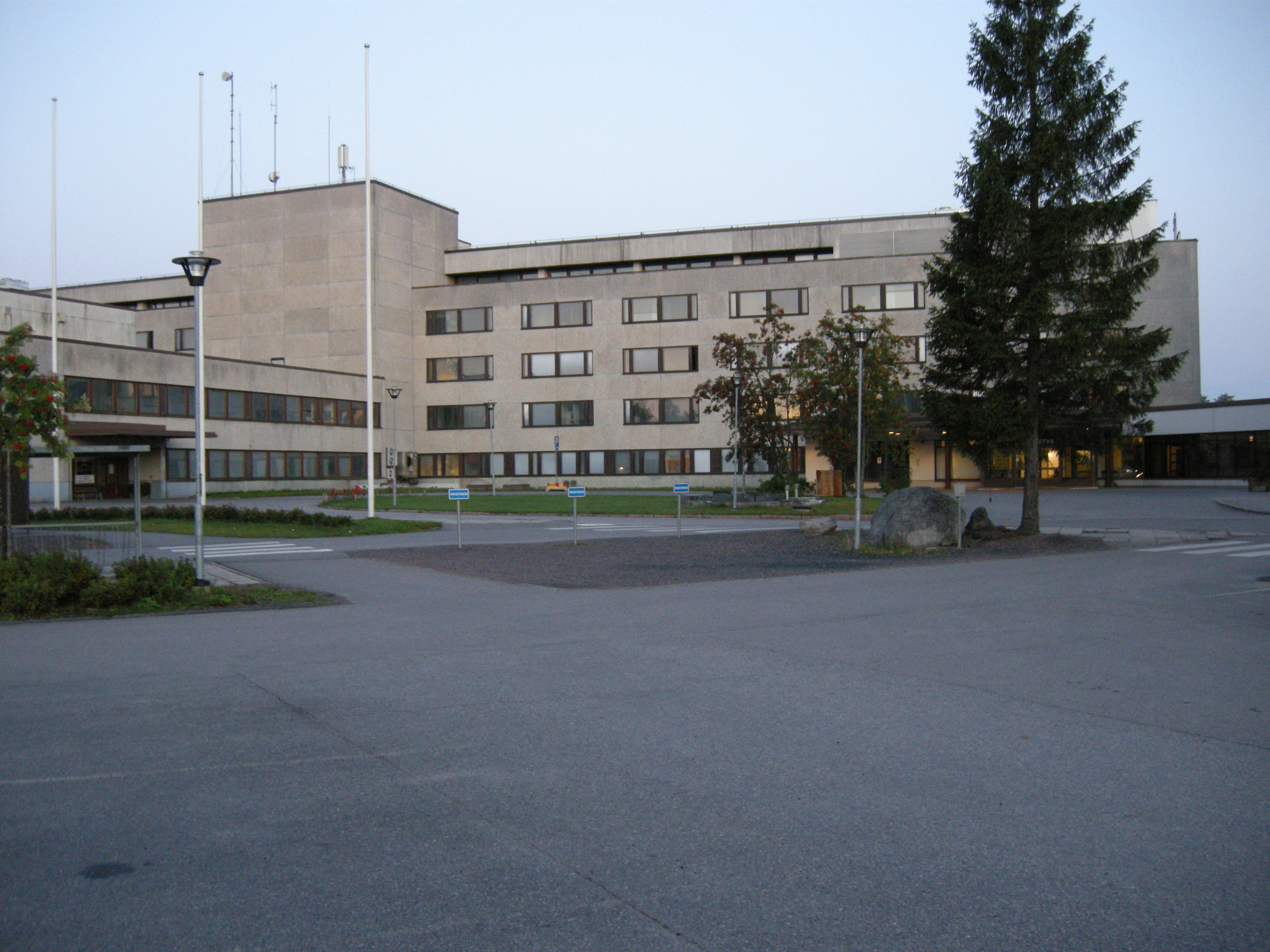
Hyvinge sjukhuset, till vänster är huvudingång, till höger är akutingång.

Hyvinge sjukhus (finska: Hyvinkään sairaala) (HYS) är ett sjukhus som ligger 3 km från centrala Hyvinge och ingår i Helsingfors och Nylands sjukvårdsdistrikt (HNS). Hyvinge sjukhus har 238 vårdplatser,[källa behövs] 1165 anställda[källa behövs] och betjänar fem kommuner, Hyvinge, Träskända, Mäntsälä, Nurmijärvi samt Tusby. Vissa av kommunerna betjänas även av Kellokoski sjukhus.
Hyvinge sjukhus byggdes  1975 och sedan detta har det byggts ut fler gånger. Den första utbyggningen försåg sjukhuset med en akutmottagning och utökade antalet platser i intensivvårdsavdelningen från åtta till fjorton. Sedan detta följde en utbyggnad och flyttning av avdelningarna 1, 2, 11 samt 12. Sjukhusets tredje utbyggningen omfattade avdelningarna 3 och 4 (medicin och kirurgi), och denna utbyggning följdes även av en annan utbyggning av barn- och ungdomsavdelningen, som resulterade i att intensivvården för barn och nyfödda flyttades dit.
Hyvinge sjukhus kan ta hand om patienter som behöver behandling inom områdena, anestesiologi, intensivvård, fysiatri,  kirurgi, klinisk fysiologi, klinisk neurofysiologi, lung- öron-, näs- och halssjukdomar, barnmedicin, barnneurologi, barnpsykiatri, gynekologi, neurologi, patologi, radiologi samt internmedicin.

## Avdelningar
Hyvinge sjukhus avdelningar
- Akutavdelning
- Intensivvård
- Gynekologiska - avdelning 2
- Födelse - avdelning 2A
- Medicin - avdelning 3
- Lungsjukdom
- Kirurgiska - avdelning 4
- Pediatriska - avdelning 5
- Barnpsykiatriska
- Neurologi - avdelning 6

Hyvinge hälsocentrals avdelningar
- Avdelning 1
- Avdelning 11
- Avdelning 12